# Ракетка

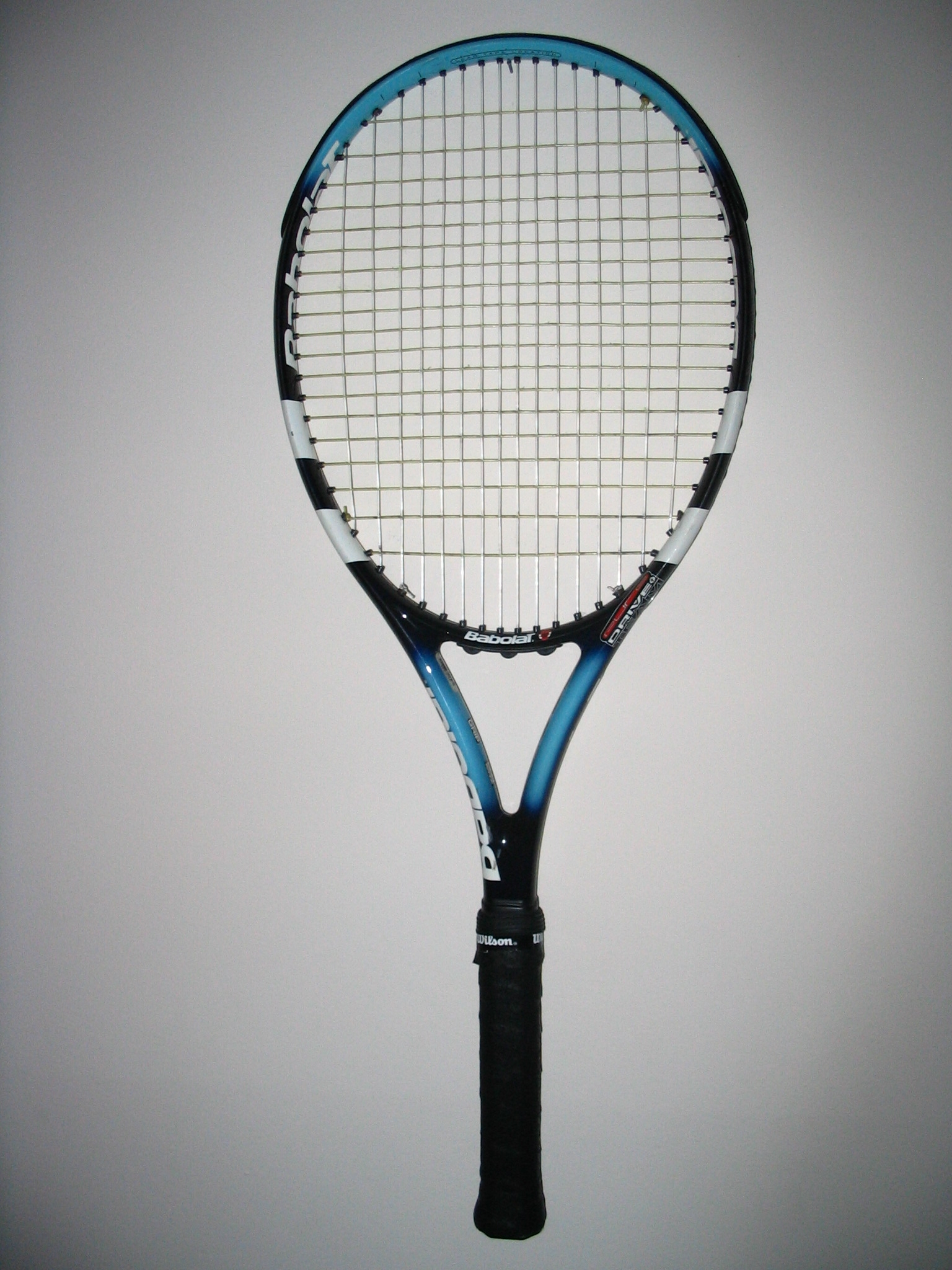
Тенісна ракетка

Раке́тка — спортивний інвентар, використовується в багатьох атлетичних дисциплінах таких як теніс, бадмінтон, настільний теніс, пляжний теніс, сквош, і ін. Для кожного виду спорту призначені різні за типом, розміром, вагою і матеріалом виготовлення ракетки.
Ракетка складається з ручки і поверхні, що б'є. Поверхня, що б'є, може бути суцільною, наприклад в ракетці для настільного тенісу або складатися з натягнутих струн. У останньому випадку струни натягаються на обід овальної або краплеподібної форми головки ракетки. Раніше ракетки зазвичай виготовляли з дерева, а для струн використовували жили або кишки домашніх тварин. В наш час[коли?] як матеріали для ракеток звичайно використовують синтетичні матеріали, такі як вуглецеве волокно і сплави легких металів. Для виготовлення струн звичайно використовують нейлон, або інші синтетичні матеріали, хоча струни з коров'ячих кишок все ще використовуються для натяжки тенісних ракеток для професіоналів. Ручки ракеток зазвичай обмотані спеціальною тканиною, що допомагає гравцям їх утримувати, та поглинає піт.
Довжина тенісної ракетки не повинна перевищувати 81,3 см. У залежності від ваги тенісні ракетки поділяють на декілька категорій: від ультралегких (до 350 г), позначених маркуванням UL, до H, тобто важких (понад 400 г). Розрізняють ракетки і за розмірами руків'я, ці розміри позначені відповідними номерами: від N3 (тонкі) до N7 та N8 (товсті). За формою ободу ракетки бувають лопатоподібними та краплеподібними, а за своїми ігровими властивостями — жорсткими та м'якими. Ще одна характеристика тенісної ракетки — її баланс, або центр ваги. Баланс може бути нейтральним, зміщеним у голівку або зміщеним у ручку. Вибір ракетки залежить від віку, статі, рівня фізичної підготовки та інших даних. Так, важчі ракетки підходять винятково фізично розвинутим гравцям. Випускаються спеціальні дитячі ракетки з коротшим руків'ям, розраховані на гравців до 16 років, та ракетки юніорські (16-19 років) зі спрощеною конструкцією.

## Історія
Слово «ракетка» походить від арабського «рахат» (rakhat), що означає долоня руки. Історія гри з м'ячем йде далеко назад в древню Ассирію, Вавилон, Грецію та Рим. Спочатку для гри використовувалася долоні, потім до долонь стали прикріплювати шкіряну або дерев'яну накладку, а потім стали використовувати предмет, віддалено нагадуючий сучасну ракетку. Поява ігор з ракеткою в Європі прийнято співвідносяться із середньовіччям. В цей же час з'являються і перші майстерні з виготовлення ракеток і м'ячів. Перші тенісні ракетки робилися з дерева, а струни - з жил тварин.
Однак датою виникнення сучасного тенісу вважають 1874 рік, коли англієць В. Уінгфілд отримав патент на правила нової гри, що була названа ним «сферстика» (Згодом перейменовано в «лаун-теніс»)

## Опис
Сучасна тенісна ракетка - це продукт високих технологій. Зараз в теніс грають графітовими ракетками, які завдяки своїм прекрасним ігровим якостям витіснили і дерев'яні, і металеві, і склопластикові ракетки. Втім, дешеві ракетки з легких металевих сплавів все ще випускаються для любителів і дітей. Професійні гравці використовують ракетки, основу яких становить вуглеволокно - тонкі нитки, що отримуються з вуглецевих волокон (воскових, акрилових і т. ін.) в результаті складного технологічного ланцюжка. Різноманітні фізичні властивості ракеток досягаються комбінацією вуглеволокон з іншими матеріалами, а також використанням різних технологічних хитрощів. Ці комбінації матеріалів і технологій прийнято вводити в паспортні дані ракетки у вигляді записів Composition і Technologies, які, як правило, наносяться на обід ракетки, наприклад: «Composition: 100% Graphite»; «Composition: graphite / Kevlar»; «Composition: LiquidMetal Titanium / Graphite and Piezzo Electric Fibers»; «Composition: Hipercarbon».
«Technologies» патентуються фірмами-виробниками і тому мають фірмову приналежність.
Babolat: Aero Modular, Woofer, Carbon Nanotube, Aerobeam, Cortex, Smart Grip.
Head: Flexpoint, LiquidMetal, Total Sweetspot Construction, Intellifiber, Titanium, AnTi.Torsion System, TwinTube Construction, Metallix, LMS, MicroGel.
Prince: O3 Speedport, Triple Threat (Triple Braid), Tungsten Triple Threat (Triple Braid), GraphiteExtreme, Morph Beam, Sweet Spot Suspension, More Performance.
Wilson: nCode, Triad Technology with Iso.Zorb, Hyper Carbon, Hammer Technology, Stretch, Perimeter Weighting System, Dual Taper Beam, Slingshot-Yoke, Iso-Zorb Grommets, nZone, (K) arophite Black.
Міжнародна федерація тенісу (ITF) в тенісних правилах регламентувала вимоги до ракеток. Лімітуються довжина ракетки (в бік збільшення), розмір головки (в бік збільшення), рівномірність розташування струн, наявність пристосувань на ракетці (в тому числі механічних і електронних). Довжина ракетки не повинна перевищувати 29 дюймів (73,66 см), при цьому номінальний розмір для дорослих становить 27 дюймів (68,58 см), для юнаків і дітей рекомендований наступний ряд: 26, 24, 21, 19 дюймів. Ширина ракетки не повинна перевищувати 12,5 дюймів (31,75 см), а розмір струнної поверхні ракетки (СПР), тобто внутрішній розмір (до ободу) - 11,5 дюймів (29,21 см) в ширину і 15,5 дюймів (39,37 см) в довжину. Зазвичай виробники ракеток не призводять лінійних розмірів головок ракеток, вони паспортизують площу струнної поверхні ракетки (СПР).
Нормуються (але не лімітується) розмір ручки, жорсткість, вага, баланс, момент інерції ракетки, деякі фірми нормують такі психофізичні параметри як потужність, керованість, стиль замаху і т. ін. Ігрові якості ракетки визначаються фізикою взаємодії її з м'ячем.
У процесі конкурентної боротьби на ринку виробників ракеток сформувалася більш-менш стійке «угруповання» з десяток фірм, основні з них Babolat,  Dunlop,  Head, Prince,  Wilson, Yonex. Кожна вироблена цими фірмами ракетка має свій індивідуальний номер, як правило, захищений голограмою від підробок. Моделі (або серії) ракеток мають назву, найчастіше їм присвоюють імена найсильніших тенісистів світу (Чанг, Шарапова). Крім того, фірми виготовляють ракетки під рівень гри тенісистів (PRO, CLUB, TUR і т. ін.), Тому що чим вище майстерність тенісиста, тим більш чутливий він до параметрів ракетки. Професіонали високого рівня, як правило, грають ракетками, виконаними фірмами за індивідуальним замовленням, які враховують їх ігрові і анатомічні особливості. Оновлення моделей відбувається приблизно через рік - два, але найбільш популярні моделі можуть проводитися і протягом більш тривалого терміну.
Тенісна ракетка підбирається індивідуально під кожного гравця, також індивідуально вибирається тенісистом найбільш зручна хватка ракетки для кожного удару.

## Переваги сучасних ракеток
- обід сучасної ракетки забезпечує генерацію високої потужності удару,
- тверді ободи забезпечують більший контроль за рахунок малої гнучкості в головці та ручці,
- легкий і міцний матеріал, з якого виготовляються сучасні ракетки, забезпечує швидкий розгін головки, і за рахунок великої швидкості генерується більша потужність,
- сучасні матеріали дозволяють домогтися кращого почуття м'яча на ракетці,
- сучасні ободи дозволяють генерувати більшу потужність із меншими біомеханічними зусиллями, що особливо вигідно гравцям з невеликою фізичною силою або м'язовою масою,
- деякі сучасні моделі ракеток (oversize) дозволяють гравцям широко розмахнутися і піймати м'яч в «робочу область» струнної поверхні за рахунок збільшення розміра ігрової «плями»,
- сучасні «stretched» моделі (подовжені) збільшують можливість діставати далекі м'ячі.